# Диалектическа поведенческа терапия
Диалектическата поведенческа терапия ДПТ (на английски: Dialectical behavior therapy, DBT) е основана на доказателства психотерапия, която започва с опит за лечение на личностни разстройства и междуличностни конфликти. Доказателствата сочат, че ДПТ може да бъде полезна при лечение на разстройства на настроението и суицидни идеи, както и за промяна на поведенчески модели като самонараняване и употреба на субстанции. ДПТ се превърна в процес, в който терапевтът и клиентът работят със стратегии, ориентирани към приемане и промяна, и в крайна сметка ги балансират и синтезират – сравнимо с философския диалектически процес на теза и антитеза, последвани от синтез.
Този подход е разработен от Марша М. Линехан, изследовател по психология във Вашингтонския университет. Тя определя диалектиката като „синтез или интеграция на противоположности“. ДПТ е предназначен да помогне на хората да повишат своята емоционална и когнитивна регулация, като научат за задействащите механизми, които водят до реактивни състояния и като им помогне да преценят кои умения за справяне да приложат в последователността от събития, мисли, чувства и поведение, за да помогнат за избягване на нежелани реакции. 
ДПТ израства от поредица от неуспешни опити за прилагане на стандартните протоколи за когнитивна поведенческа терапия (КПТ) от края на 70-те години на XX век към хронично суицидни клиенти. Изследванията за неговата ефективност при лечение на други състояния са плодотворни; ДПТ се използва от практикуващи за лечение на хора с депресия, проблеми с наркотиците и алкохола, посттравматично стресово разстройство (ПТСР), травматични мозъчни наранявания (ТМН), емоционално разстройство, свързано с преяждане, и разстройства на настроението. Изследванията показват, че ДПТ може да помогне на пациенти със симптоми и поведение, свързани със спектъра на разстройства на настроението, включително самонараняване. Работата също предполага неговата ефективност при оцелели сексуално насилие и химическа зависимост.
ДПТ съчетава стандартни когнитивно-поведенчески техники за регулиране на емоциите и тестване на реалността с концепции за толерантност към дистрес, приемане и осъзнато осмисляне, до голяма степен извлечени от съзерцателната медитативна практика. ДПТ се основава на биосоциалната теория за психичните заболявания и е първата терапия, за която експериментално е доказано, че е като цяло ефективна при лечение на гранично разстройство на личността (ГРЛ). Първото рандомизирано клинично изпитване на ДПТ показа намалени нива на суицидни жестове, психиатрични хоспитализации и отпадане от лечение в сравнение с обичайното лечение. Мета-анализ установи, че ДПТ достига умерени ефекти при индивиди с ГРЛ.

## Преглед
ДПТ понякога се счита за част от „третата вълна“ на когнитивно-поведенческата терапия, тъй като ДПТ адаптира КПТ, за да помогне на пациентите да се справят със стреса.
ДПТ се стреми да накара пациента да гледа на терапевта като на приемащ го съюзник, а не като на противник при лечението на психологически проблеми: много лечения по това време карат пациентите да се чувстват „критикувани, неразбрани и обезсилени“ поради начина, по който тези методи „се фокусират върху промяната на когнитивни и поведенчески модели." Съответно терапевтът има за цел да приеме и утвърди чувствата на клиента във всеки един момент, като въпреки това информира клиента, че някои чувства и поведения са маладаптивни и му показва по-добри алтернативи. По-специално, ДПТ е насочен към самонараняване и опити за самоубийство чрез идентифициране на функцията на това поведение и получаване на тази функция безопасно чрез ДПТ умения за справяне. ДПТ се фокусира върху това клиентът да придобие нови умения и да промени своето поведение с крайната цел постигане на „живот, който си струва да се живее“.
В биосоциалната теория на ДПТ за ГРЛ, клиентите имат биологично предразположение към емоционална дисрегулация и тяхната социална среда потвърждава малдаптивното поведение.
Само обучението по ДПТ умения се използва за постигане на целите на лечението в някои клинични условия, а по-широката цел за регулиране на емоциите, която се наблюдава при ДПТ, позволи да се използва в нови условия, например в подкрепа на родителството. Има малко проучвания за адаптирането на ДПТ в онлайн среда, но прегледът показва, че посещаемостта е подобрена онлайн, със сравними подобрения за клиентите спрямо традиционния режим.

## Четири модула

### Съзнателност (Mindfulness)
Съзнателността е една от основните идеи зад всички елементи на ДПТ. Смята се за основа на другите умения, преподавани в ДПТ, защото помага на хората да приемат и толерират силните емоции, които могат да изпитат, когато предизвикват своите навици или се излагат на разстройващи ситуации.
Концепцията за съзнателност и медитативните упражнения, използвани за преподаването ѝ, са извлечени от традиционната съзерцателна религиозна практика, въпреки че версията, преподавана в ДПТ, не включва никакви религиозни или метафизични концепции. В рамките на ДПТ това е способността да се обръща внимание, без осъждане, на настоящия момент; за живота в момента, изживяването на емоциите и сетивата си напълно, но с перспектива. Практиката на съзнателност може също така да има за цел да накара хората да възприемат по-добре околната среда чрез техните пет сетива: докосване, обоняние, зрение, вкус и звук. Съзнателността разчита до голяма степен на принципа на приемане, понякога наричан „радикално приемане“. Уменията за приемане разчитат на способността на клиента да гледа на ситуации без критична оценка и да приема ситуации и придружаващите ги емоции. Това причинява по-малко страдание като цяло, което може да доведе до намаляване на дискомфорта и симптоматиката.

#### Приемане и промяна
Първите няколко сесии на ДПТ въвеждат диалектиката на приемане и промяна. Пациентът първо трябва да се почувства комфортно с идеята за терапия; след като пациентът и терапевтът са установили връзка основана на доверие, ДПТ техниките могат да процъфтят. Съществена част от приемането на обучението е първо да се разбере идеята за радикално приемане: радикалното приемане обхваща идеята, че човек трябва да се изправя пред ситуации, както положителни, така и отрицателни, без осъждане. Приемането също така включва умения за внимание и емоционално регулиране, които зависят от идеята за радикално приемане. Тези умения, по-специално, са това, което отличава ДПТ от другите терапии.
Често, след като пациентът се запознае с идеята за приемане, той ще я придружи с промяна. ДПТ има пет специфични състояния на промяна, които терапевтът ще прегледа с пациента: предварително съзерцание, съзерцание, подготовка, действие и поддържане. Предварителното съзерцание е първият етап, при който клиентът е напълно ненаясно с проблема си. Във втория етап, съзерцанието, пациентът осъзнава реалността на своето заболяване: това не е действие, а осъзнаване. Едва през третия етап, подготовката, пациентът вероятно ще предприеме действие и ще се подготви да продължи напред. Това може да се изрази дори в едно просто проучване или контакт с терапевти. След това, в етап 4, пациентът предприема действия и получава лечение. В последния етап, поддържане, пациентът трябва да засили промяната си, за да предотврати рецидив. След като схване приемането и промяната, пациентът може напълно да премине към техники за осъзнатост.
Има шест умения за съзнателност, използвани в ДПТ, за да доближат клиента до постигането на „мъдър ум“, синтеза на рационалния ум и емоционалния ум: три умения „какво“ (наблюдавайте, описвайте, участвайте) и три умения „как“ (неосъждащо, еднозначно, ефективно).

### Толерантност към дистрес
Много съвременни подходи към лечението на психичното здраве се фокусират върху променящите се тревожни събития и обстоятелства като справяне със смъртта на любим човек, загуба на работа, сериозно заболяване, терористични атаки и други травматични събития. Те са обърнали малко внимание на приемането, намирането на смисъл и толерирането на страданието. Тази задача обикновено е била решавана от личностно-центрирани, психодинамични, психоаналитични, гещалт или наративни терапии, заедно с религиозни и духовни общности и лидери. Диалектическата поведенческа терапия набляга на това да се научим умело да понасяме болката. Този модул очертава здравословни поведения за справяне (като разсейване, подобряване на момента, самоуспокояване и практикуване на приемане на това, което е), които са предназначени да заменят вредните.
Уменията за толерантност към дистрес представляват естествено развитие на уменията за съзнателност на ДПТ. Те са свързани със способността да се приеме, по безоценъчен и неосъждащ начин, както себе си, така и настоящата ситуация. Тъй като това е позиция без осъждане, това означава, че не е позиция на одобрение или примирение. Целта е да станете способни спокойно да разпознавате негативните ситуации и тяхното въздействие, вместо да се претоварвате или да се криете от тях. Това позволява на хората да вземат мъдри решения дали и как да предприемат действия, вместо да изпадат в интензивни, отчаяни и често разрушителни емоционални реакции, които са част от граничното разстройство на личността.

### Регулиране на емоциите
Индивидите с гранично разстройство на личността и склонните към самоубийство индивиди често са емоционално интензивни и лабилни. Те могат да бъдат ядосани, силно разочаровани, депресирани или тревожни. Това предполага, че тези клиенти могат да се възползват от помощ при научаването да регулират емоциите си. Уменията за диалектическа поведенческа терапия за регулиране на емоциите включват:
- Идентифицирайте и етикетирайте емоциите
- Идентифицирайте пречките пред промяната на емоциите
- Намалете уязвимостта към емоционалния ум
- Увеличете положителните емоционални събития
- Увеличете вниманието към текущите емоции
- Предприемете противоположни действия
- Прилагайте техники за толерантност към дистреса[26]

Уменията за емоционално регулиране се основават на теорията, че интензивните емоции са условен отговор на неприятни преживявания – условният стимул. Следователно, те са необходими за промяна на условния отговор на клиента. Тези умения могат да бъдат категоризирани в четири модула: разбиране и назоваване на емоциите, промяна на нежеланите емоции, намаляване на уязвимостта и самоконтрол при екстремни условия:
- Да се научи как да разбира и назовава емоциите: клиентът се фокусира върху разпознаването на чувствата си. Този сегмент е пряко свързан със съзнателността, което също излага пациента на неговите емоции.
- Промяна на нежеланите емоции: терапевтът набляга на използването на противоположни реакции, проверка на фактите и решаване на проблеми за регулиране на емоциите. Докато използва противоположни реакции, пациентът се насочва към тревожните чувства, като отговаря с противоположната емоция.
- Намаляване на уязвимостта: пациентът се научава да натрупва положителни емоции и да планира механизми за справяне предварително, за да се справя по-добре с трудните преживявания в бъдеще.
- Самоконтрол при екстремни условия: пациентът се фокусира върху включването на използването на уменията си за съзнателност към текущите си емоции, за да остане стабилен и нащрек в криза.[4]

### Междуличностна ефективност
Трите междуличностни умения, върху които ДПТ се фокусира, включват самоуважение, третиране на другите „с грижа, интерес, утвърждаване и уважение“ и увереност. Диалектиката, включена в здравите взаимоотношения, включва балансиране на нуждите на другите с нуждите на себе си, като същевременно се поддържа самоуважение.

## Инструменти
Специално форматирани дневник-шаблони могат да се използват за проследяване на съответните емоции и поведение. Дневниците са най-полезни, когато се попълват ежедневно. Шаблонът на дневника се използва за намиране на приоритетите на лечението, които ръководят дневния ред на всяка терапевтична сесия. И клиентът, и терапевтът могат да използват картата на дневника, за да видят какво се е подобрило, влошило или останало същото.

### Верижен анализ
Верижният анализ е форма на функционален анализ на поведението, но с повишен фокус върху последователни събития, които формират поведенческата верига. Има силни корени в поведенческата психология, по-специално концепцията за приложен анализ на поведението на верижното свързване. Все повече изследвания подкрепят използването на верижен анализ на поведението с множество популации.

## Ефикасност

### Гранично личностно разстройство
ДПТ е терапията, която е изследвана най-много за лечение на гранично разстройство на личността и има достатъчно проучвания за да се заключи, че ДПТ е полезен при лечението на гранично разстройство на личността. Няколко проучвания са установили, че има невробиологични промени при индивиди с ГЛР след лечение с ДПТ.

### Депресия
Пилотно проучване на университета Дюк сравнява лечението на депресия с антидепресанти с лечение с антидепресанти и диалектична поведенческа терапия. Общо 34 хронично депресирани лица на възраст над 60 години са лекувани в продължение на 28 седмици. Шест месеца след лечението бяха отбелязани статистически значими разлики в степента на ремисия между групите, с по-голям процент пациенти, лекувани с антидепресанти и диалектична поведенческа терапия в ремисия. [ нужен е неосновен източник ]

### Комплексно посттравматично стресово разстройство (КПТСР)
Излагането на сложна травма или преживяването на продължителна травма с малък шанс за избягване може да доведе до развитие на комплексно посттравматично стресово разстройство (КПТСР). КПТСР е концепция, която разделя психологическата общност. Американската психиатрична асоциация (APA) не го признава в DSM -5 (Диагностичен и статистически наръчник за психични разстройства, наръчник, използван от клиницистите за диагностициране, лечение и обсъждане на психични заболявания), въпреки че някои практикуващи твърдят, че КПТСР е отделно от посттравматично стресово разстройство (ПТСР).
КПТСР е подобен на ПТСР по това, че неговата симптоматика е всеобхватна и включва когнитивни, емоционални и биологични области, наред с други. КПТСР се различава от ПТСР по това, че се смята, че произхожда от междуличностна травма в детството или хроничен стрес в детството и че най-честите прецеденти са сексуални травми. Понастоящем степента на разпространение на КПТСР е приблизително 0,5%, докато на ПТСР е 1,5%. Съществуват множество дефиниции за КПТСР. Различни версии са представени от Световната здравна организация (СЗО), Международното дружество за изследване на травматичния стрес (МДИТС) и отделни клиницисти и изследователи.
Повечето дефиниции се въртят около критериите за посттравматично стресово разстройство с добавянето на няколко други области. Въпреки че APA понастоящем не признава КПТСР, СЗО призна този синдром в своето 11-то издание на Международната класификация на болестите (МКБ-11). СЗО определя КПТСР като разстройство след едно или множество събития, които карат индивида да се чувства стресиран или в капан, характеризиращо се с ниско самочувствие, междуличностни дефицити и дефицити в регулирането на афекта. Тези дефицити в регулирането на афекта, наред с други симптоми, са причина КПТСР понякога да се сравнява с гранично разстройство на личността (ГРЛ).

#### Прилики между КПТСР и гранично разстройство на личността
В допълнение към нарушената регулация на афекта, казусите разкриват, че пациентите с КПТСР могат също да проявяват раздвоение, промени в настроението и страхове от изоставяне. Подобно на пациентите с гранично разстройство на личността, пациентите с КПТСР са били травматизирани често и/или в началото на своето развитие и никога не са научили правилните механизми за справяне. Тези хора могат да използват избягване, субстанции, дисоциация и други маладаптивни поведения, за да се справят. По този начин лечението на КПТСР включва стабилизиране и преподаване на успешни поведения за справяне, регулиране на въздействието и създаване и поддържане на междуличностни връзки. В допълнение към споделянето на представяне на симптомите, КПТСР и ГРЛ могат да споделят неврофизиологични прилики, например необичаен обем на амигдалата (емоционална памет), хипокампус (памет), преден зъбен кортекс (емоция) и орбитален префронтален кортекс (личност). Друга обща характеристика между КПТСР и ГРЛ е възможността за дисоциация. Необходими са допълнителни изследвания, за да се определи надеждността на дисоциацията като отличителен белег на КПТСР, но това е възможен симптом. Поради споделената симптоматика и физиологични корелати на двете разстройства, психолозите започнаха да предполагат, че лечение, което е ефективно за едно разстройство, може да бъде ефективно и за другото.

#### ДПТ като лечение на КПТСР
Използването на ДПТ за приемане и ориентация към поставяне на цели като подход за промяна на поведението може да помогне за внушаване на овластяване и ангажиране на хората в терапевтичния процес. Фокусът върху бъдещето и промяната може да помогне да се предотврати индивидът да бъде претоварен от своята история на травма. Това е риск, особено при КПТСР, тъй като множество травми са често срещани при тази диагноза. Обикновено клиницистите се занимават със склонността на клиента към самоубийство, преди да преминат към други аспекти на лечението. Тъй като ПТСР може да направи по-вероятно индивида да изпита суицидна идеация, ДПТ може да бъде опция за стабилизиране на склонността към самоубийство и помощ при други методи на лечение.
Някои критици твърдят, че докато ДПТ може да се използва за лечение на КПТСР, той не е значително по-ефективен от стандартните лечения на ПТСР. Освен това този аргумент твърди, че ДПТ намалява самонараняващото се поведение (като порязване или изгаряне) и увеличава междуличностното функциониране, но пренебрегва основните симптоми на КПТСР като импулсивност, когнитивни схеми (повтарящи се, негативни мисли) и емоции като вина и срам. МДТС съобщава, че КПТСР изисква лечение, което се различава от типичното лечение на ПТСР, като се използва многофазен модел на възстановяване, вместо да се фокусира върху травматичните спомени. Препоръчителният многофазен модел се състои от установяване на безопасност, толерантност към дистрес и социални отношения.
Тъй като ДПТ има четири модула, които като цяло са в съответствие с тези насоки (съзнателност, толерантност към дистрес, регулиране на афекта, междуличностни умения), това е опция за лечение. Други критики на ДПТ обсъждат времето, необходимо за ефективна терапия. Лицата, търсещи ДПТ, може да не са в състояние да се ангажират с необходимите индивидуални и групови сесии или тяхната застраховка може да не покрива всяка сесия.
Проучване, на което Linehan е съавтор, установи, че сред жените, получаващи извънболнична помощ за ГРЛ и които са направили опит за самоубийство през предходната година, 56% допълнително отговарят на критериите за посттравматично стресово разстройство. Поради връзката между чертите на граничното разстройство на личността и травмата, някои настройки започнаха да използват ДПТ като лечение на травматични симптоми. Някои клиницисти избират да комбинират ДПТ с други интервенции на ПТСР, като терапия с продължителна експозиция (ТПЕ) (повтарящо се, подробно описание на травмата в психотерапевтична сесия) или терапия за когнитивна обработка (ТКО) (психотерапия, която се занимава с когнитивни схеми, свързани с травматични спомени).
Например, режим, който комбинира ТПЕ и ДПТ, би включвал преподаване на умения за съзнателност и умения за толерантност към стрес, след което прилагане на ТПЕ. След това индивидът с разстройството ще бъде научен да приема настъпването на травма и как тя може да продължи да го засяга през целия им живот. Участниците в клинични проучвания като тези показват намаляване на симптомите и по време на 12-седмичното изпитване не се съобщава за самонараняване или суицидно поведение.
Друг аргумент, който подкрепя използването на ДПТ като лечение на травма, зависи от симптомите на ПТСР, като регулиране на емоциите и дистрес. Някои лечения на посттравматично стресово разстройство, като терапия с експозиция, може да не са подходящи за лица, чиято толерантност към дистрес и/или регулиране на емоциите е ниска. Биосоциалната теория постулира, че емоционалната дисрегулация се причинява от повишената емоционална чувствителност на индивида, съчетана с фактори на околната среда (като обезсилване на емоциите, продължително насилие/травма) и склонност към размишляване (многократно мислене за негативно събитие и как резултатът би могъл да бъде променен).
Индивид, който има тези характеристики, е вероятно да използва маладаптивно поведение при справяне.ДПТ може да бъде подходящо в тези случаи, защото учи на подходящи умения за справяне и позволява на индивидите да развият известна степен на самодостатъчност. Първите три модула на ДПТ повишават толерантността към дистрес и уменията за регулиране на емоциите в индивида, проправяйки пътя за работа върху симптоми като натрапчивост, дефицит на самочувствие и междуличностни отношения.
Трябва да се отбележи, че ДПТ често се модифицира въз основа на лекуваната популация. Например, при популациите на ветерани ДПТ се модифицира, за да включва упражнения за експозиция и да приспособи наличието на травматично мозъчно увреждане (ТМУ) и застрахователно покритие (т.е. съкращаващо лечение). Популациите с коморбидно ГРЛ може да се наложи да прекарат повече време във фазата „Установяване на безопасност“. В юношеските популации, аспектът на обучението на умения на ДПТ е предизвикал значително подобрение в регулирането на емоциите и способността за изразяване на емоции по подходящ начин. При популации с коморбидна употреба на вещества адаптациите могат да се правят за всеки отделен случай.
Например, клиницист може да пожелае да включи елементи на мотивационно интервюиране (психотерапия, която използва овластяване, за да вдъхнови промяна на поведението). Степента на употреба на субстанции също трябва да се има предвид. За някои хора употребата на субстанции е единственото поведение за справяне, което познават, и като такова клиницистът може да се стреми да приложи обучение за умения, преди да се насочи към намаляване на субстанциите. Обратно, употребата на субстанции от страна на клиента може да пречи на посещаването или друго спазване на лечението и клиницистът може да избере да се справи с употребата на вещества, преди да приложи ДПТ за травмата.